# 교통

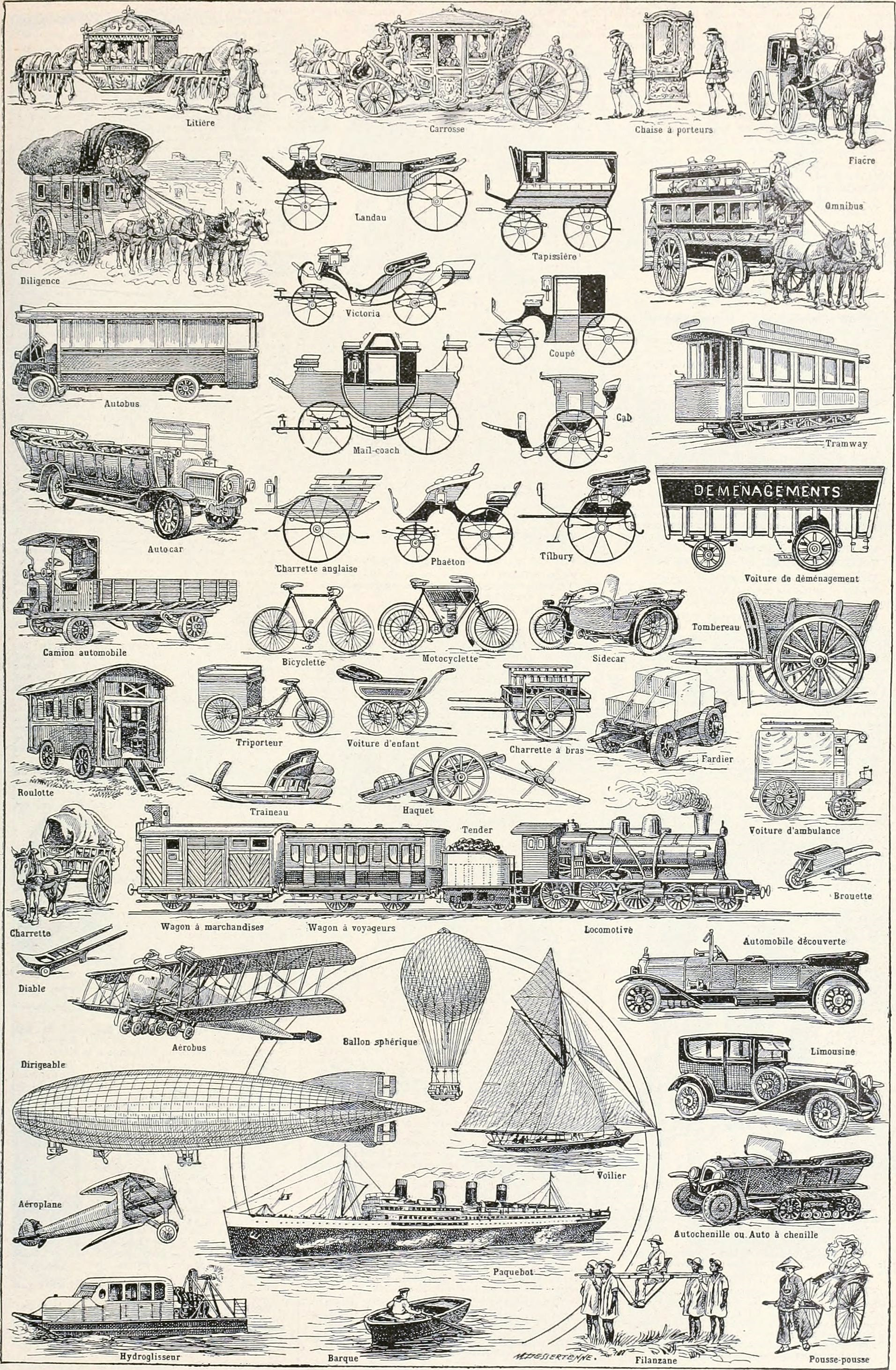

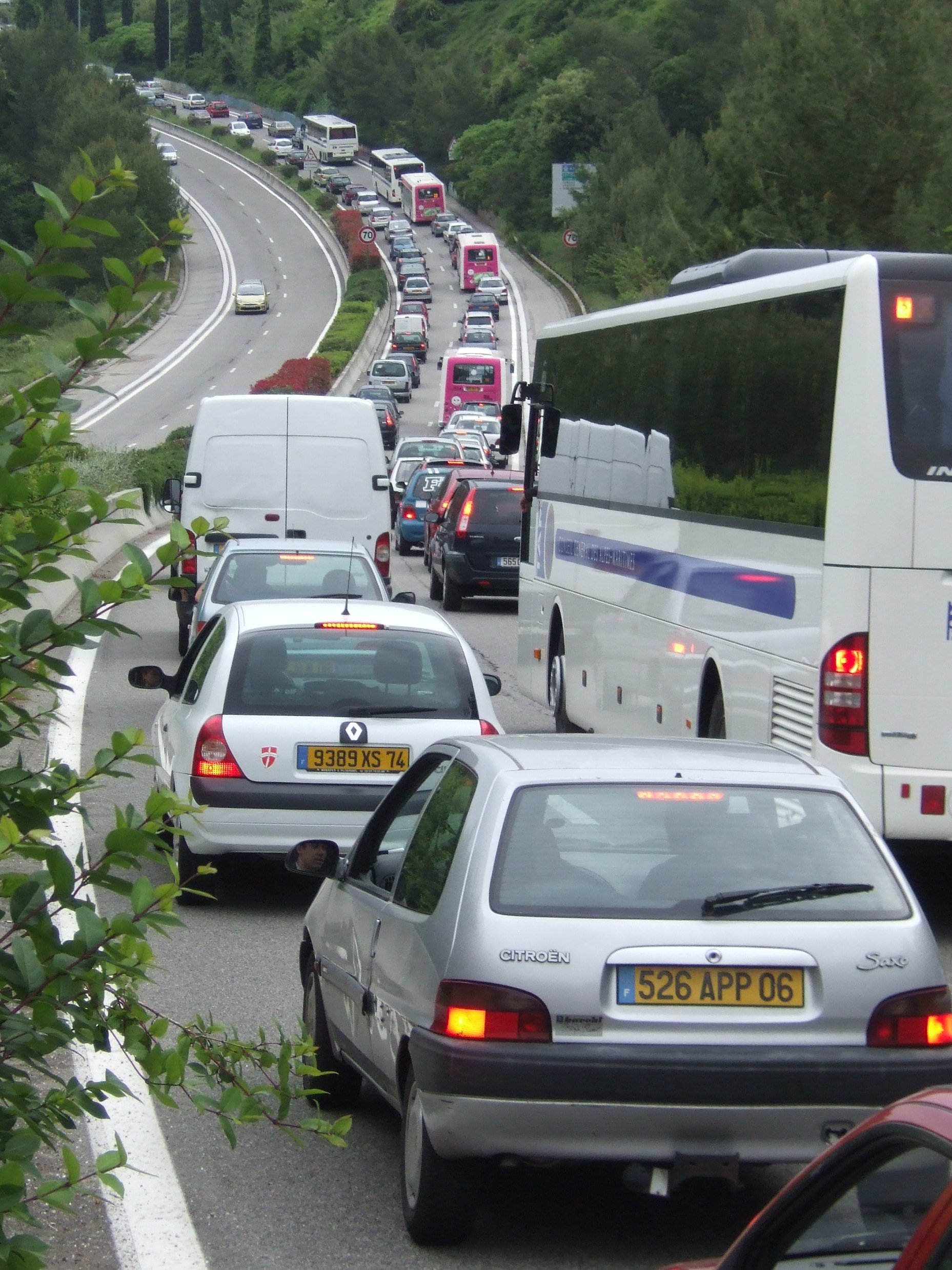
도로의 교통체증

교통(交通)이란 사람, 화물(화폐 포함)등의 장소적 이동 즉 수송 및 전달과 관련된 직접·간접적인 모든 행위와 조직 체계를 의미한다. 넓은 의미로는 인간과 재화에 관한 사고(思考)·정보(情報) 등이 전달행위도 포함시키나, 이 후자는 흔히 통신(通信)이라고 하여 협의(狹義)의 교통, 즉 교통·운송과 분리하여 생각한다. 생산의 기본적 부분을 차지하고 있는 것은 물질적 재화의 생산이지만, 생산은 물질적 재화의 생산에 그치는 것은 아니다. 특히 사회적 생산력이 발달, 단순한 생존 이상의 여러 가지 문화적 요구가 높아짐에 따라 생산물도 물적(物的)재화의 형태를 넘어서 무형의 용역(service)생산 영역이 발달해왔다. 서비스부문이라고 불리는 용역의 생산은 흔히 혼동되고 있는데, 재화의 매매, 금전대차 등의 유통행위는 아니며, 본질적으로 생산에 속하는 것이다. 따라서 공업·농업·건설업 등의 물질적 재화생산이나 교통·서비스 부문도 모두 생산인 한 ① 인간의 노동, ② 노동의 대상, ③ 노동수단을 생산과정의 계기로 삼게 된다.
교통의 생산물은 보통의 유형재(有形財)와는 달리 그 행위의 성과로 동시에 나타나기 때문에 교통용역 또는 교통서비스라는 특수한 즉시재(卽時財)의 성질을 가지고 있다. 따라서 그 생산이 유형(有形)의 형태를 가지고 있지 않으므로 '원재료'라는 것이 없고, 저장이 불가능하며, 생산과 소비가 동시에 성립됨으로써 장소적 거리문제를 해결하는 것이 교통·운수용역이다. 교통·운수용역의 생산에 사용되는 물적 수단을 교통수단(수송수단) 또는 교통기관(수송기관)이라고 하는 바, 교통수단은 도로·운반기기(運搬機器)·동력(動力)의 3대요소로 구성되어 있다. 교통의 발달은 교통수단의 기술 진보에 의하여 실현되는데, 오늘날의 주요 교통수단은 기계적 교통수단이 되고 있다. 그리하여 교통수단의 기술적 성질의 차이에 따라 교통은 철도수송·자동차수송·해운수송 및 항공수송 등으로 구별된다. 교통·운수용역의 질적수준은 신속성·안정성·규칙성·쾌적성 및 대량수송에 의한 경비절감 등의 지표로 측정한다. 따라서 교통용역의 질적 수준을 개선하려면 교통수단의 3대요소들이 서로 조화를 이루는 가운데 기술적 특성과 그 효과를 향상시키도록 하는 것임은 물론이다.
인간이 군집 생활을 하면서 주거 지역을 점차 넓혀 감에 따라 자연적으로 발생되는 지리적 거리감의 장애를 없애기 위하여 효과적이고 편리한 교통 수단을 찾게 되었다. 예로부터 교통 수단의 발전은 한 사회적 집단이 거주하는 지역의 조건에 따라 좌우되었다. 즉 해안 지방에서는 바다가 그 지역에 사는 사람들의 주요한 생활 터전이기에 해상 교통 수단이 빨리 발전되었으며, 평지에 사는 사람들은 그들의 지역 환경에 적합한 자연적 혹은 인위적 교통 수단을 개발, 발전시켰다.
교통 수단의 혁신적 변화는 아마 지난 19세기에 접어들면서 인간의 생활 전반에 변화를 가져온 기계 문명과 깊은 인과 관계가 있는 것으로 생각된다. 특히 비행기의 발명은 전통적 교통 수단의 공간 범위를 확장했다. 이와 같은 기계 문명에 따른 첫 번째 교통 혁신 이후, 20세기 중반에 접어들면서 인간은 두 번째 커다란 교통 혁신을 현재에 이르기까지 경험하고 있다. 교통이라는 개념은 이제 정보의 교환과 눈에 보이지 않는 동산 재산의 거래(예컨대, 국제적 증권 거래)에까지 넓혀서 이해되고 있다.
현대 교통 수단의 발전이 지역과 국가 사이의 문화, 기술, 상품 및 정보 교환에 결정적인 구실을 함으로써 인류의 전반적 생활 수준을 향상시킨 반면, 적지 않은 부정적인 영향도 가져왔다. 폭발적으로 증가하는 자동차, 항공기, 초대형 선박이 빚어내는 많은 문제점은 현대 사회가 빨리 해결해야 할 과제이다. 예컨대 교통에 따른 공해, 소음, 환경 오염, 온실 효과, 에너지 자원 고갈 등은 개별 국가 차원을 벗어나 국제적 차원에서 토론되고 해결해야 할 문제로 여겨지고 있다(→자연환경 보호).

## 교통 산업
교통·운수업이란 이와 같은 교통용역을 영리(營利)를 목적으로 다른 사람에게 제공하는 경영행위를 말하며, 이때 경영행위의 주체를 교통운수기업이라고 한다. 인적·물적 장소이동을 본질로 하는 교통업은 생산과정, 즉 노동과정에서 일반적 재화생산·서비스 생산과는 다른 독자적 성격을 지닌다. 공업·농업 등의 물적 재화생산이나 교통에서는 노동과정에서 노동대상의 물적 변화를 낳지만, 노동과정이 어떤 직접적·개인적 욕망을 충족시키는 서비스부문에서는 일반적으로 노동대상의 물적 변화를 낳지 않는다. 따라서 물재(物財) 생산에서의 노동대상은 생산물의 질료적(質料的) 기본이라고 하는 의미의 원재료 형태를 취하는 데 비해 교통은 노동대상, 즉 이동대상이 되는 사람·물(物)은 노동과정의 계기일 뿐 원재료가 되지는 않는다. 그 필연적 결과로서 물재생산에서의 생산물은 생산 과정의 완료 후에 그것이 자립된 존재로서 생기며, 유통과정에 들어가 소비된다. 반면에 교통에서는 마르크스가 『자본론』에서 "운수업이 파는 것은 장소변경이다. 생기는 유용효과는 운수과정, 즉 운수업의 생산과정과 밀접하게 결합되어 있다. 이 유용효과는 생산과정에서만 소비된다. 그것은 이 생산과정과 별도의 사용물로서는 존재하지 않는다"고 설명하고 있는 것처럼, 생산물은 생산과정을 떠나서는 존재하지 않으며, 생산과 동시에 같은 장소에서 소비되지 않으면 안 된다. 이와 같이 교통에서의 생산물은 대상화된 물재(物財)가 아니라 무형의 용역이며, 저장·전환이 되지 않는 즉시재(卽時財)라고 불리는 점에서 교통서비스부문에 속한다. 즉 교통은 물재생산과 서비스부문의 속성을 지닌 그 중간적 존재라 할 수 있다. 교통의 진보가 인간의 경제생활에 중요한 이유로는, 우리의 경제생활이 육·해·공에 걸친 생활공간에서 이루어지며, 그 발달은 생활공간의 극복, 즉 교통의 진보를 전제로 하기 때문이다. 이거리의 극복은 교통수단에 의해 이루어지는 바, 이 수단에 따라 교통업은 육상교통·수상(水上) 교통·공중교통으로 대별(大別) 할 수 있으며, 산업의 분화에 따라 육·해·공의 교통업에 분화적으로 도로·파이프라인·철도·해운·항공 등의 여러 교통 운수업이 발달한다.
운수업은 용역제공수단의 종류에 따라 ① 철도업, ② 자동차업, ③ 해운업, ④ 항공업, ⑤ 송유관업(pipe line industry) 등으로 구별한다. 교통·운수업은 일반 생산기업과 같이 생산요소의 조달·생산·판매·재무 등 4개 부문에 걸친 경제활동을 행하는 바, 그 경제활동의 특수성은 이들 각 부문이 타산업과 구별되는 특수성으로 나타남과 동시에, 교통수단의 기술진보나 교통시장 상태의 변화도 각각의 부문에 있어서의 경제활동내용에 따라 특수한 과정을 거쳐 이루어진다. 따라서 특수경영학으로서의 교통·운수경영론의 과제는 이러한 교통기업의 경제활동이나 그 변화과정에서 보이는 특수성을 해명하는 데 있다고 할 것이다.

## 교통·운수업의 성립배경
근대적인 의미에서의 교통기업이 발생, 영리를 목적으로 교통의 주역을 맡아 교통용역이라는 상품을 생산·판매하는 활동이 지금처럼 보편화되기까지는 역사가 그렇게 긴 것이 못된다. 즉, 그것은 서양에서의 산업혁명 이후에 교통업의 선구자로서 해운기업이 성행함으로써 비롯되었다고 할 수가 있다. 고대에는 교통의 수요자가 자기 스스로 교통수단을 보유, 그 수요를 충족시키는 이른바 교통용역의 자기생산이 일반적인 형태였으나, 사회적 분업이 발달하면서 교통용역의 수요와 생산 양자가 분리되고 각각 독립된 경제활동 주체에 의하여 교통수급이 이루어짐으로써 교통업이란 독립된 산업이 발생하게 되었다. 여기에 그 계기를 마련한 것은 ① 산업혁명에 의한 교통수요의 증대와, ② 교통기술의 발전에 의한 대형교통수단의 출현이다. 다시 말하면 교통수요의 증대가 교통기업을 성립시킨 경제적 기초가 되는 한편, 증대된 교통수요를 충족하기 위해서는 투자단위가 큰 대형교통수단이 마련되어야 하는데, 이를 교통수요자 자신이 직접 투자함으로써 교통수단을 보유한다는 것은 자신의 실제의 운수 수요량에 비추어 불필요한 낭비적 손실을 초래한다. 따라서 교통공급자가 수요자로부터 분리되어 투자하고, 나아가 교통공급을 전담하는 기업으로 출발하게 된 것이다. 교통·운수업은 철도와 같이 교통수단에 대한 대단위투자·대규모경영의 경제가 현저한 부문에 있어서는 그 실용화의 첫 단계에서부터 대기업화하는 성격을 지니고 출발하게 되었고, 반대로 교통수단의 기술적 성질상 투자단위가 적은 자동차 운수업 같은 부문은 교통수요자 자신이 동시에 교통수단을 보유하고, 또 경영하기에 필요한 어느 정도의 투자를 겸행할 수 있을 만큼 교통용역의 자기생산영역이 상대적으로 넓다고 할 수 있다. 또한 같은 이유로 경제가 발전하면서 생산기업이 대규모화하고, 제품이나 원료에 대한 수송수요가 대량으로 되는데 따라 비록 거대한 투자를 필요로 하는 교통수단이라도 수요자 자신이 직접 보유함으로써 훨씬 유리할 때도 있다. 대규모 생산기업은 종단적 통합(縱斷的統合)의 과정에 있어서 수송을 그 지배하에 흡수한다. 그 현저한 예가 해상수송에 있다. 특히 제2차세계대전 이래 '탱커(tanker)'나 광석용 전용선(ore carrier) 등의 특수선에 대하여 석유회사나 철강회사 같은 생산회사가 보유하는 이른바 자기선박 보유량이 증가하는 경향을 보이고 있다. 이처럼 생산기업이 자기선박에 의한 해상수송을 행하는 것을 인더스트리얼 캐리어(industrial carrier)라고 한다. 탱커에 의한 스탠더드 오일회사(Standard Oil Co.). 냉동선(reefer)을 사용하는 유나이티드 프루이트사(United Fruit Co.), 원광선(原鑛船;ore carrier)에 의한 유 에스 스틸사(U.S.Steel Corp.) 같은 것이 그 대표라고 할 것이다. 이에 대하여 해상운송품 생산자를 코먼 캐리어(common carrier) 또는 퍼블릭 캐리어(public carrier)라고 하며, 인더스트리얼 캐리어와 본질은 같지만 상업하는 사람이 운송업을 겸하는 경우를 머천트 캐리어(merchant carrier)라고 한다.

## 교통·운수업의 특성
교통·운수기업의 경제활동은 교통용역의 생산이라고 하지만, 이 생산물은 저장성이 없고, 수요의 발생장소 및 그 시간이 바로 교통용역의 생산장소 및 시기와 일치해야 한다는 데 특성이 있다. 교통용역은 형태를 갖지 않는다. 따라서 그 생산에 있어서는 유형재의 생산인 경우와는 달리 교통·운수기업의 자본구성에 있어서 유동자본의 비중을 저하시킨다. 이에 따라 상대적으로는 기계적 교통수단에 의존하는 근대적 교통·운수기업에 있어서는 교통수단에 투하하는 고정자본의 비중이 높아진다. 특히 이런 경향은 기술적 이유에서 교통·운수기업이 애당초 통로를 보유해야 하는 철도업에서 현저하게 나타난다. 그 결과 고정자본의 이용은 가능한 생산 목적에 충당하는 이른바 조업도(操業度)·가동률(稼動率)을 높여야 하고, 교통용역 1단위 당 비용을 저하시키는 것이 교통·운수기업의 이윤획득을 위한 제1의 전제가 된다. 또한 교통용역은 즉시재(卽時財)로서 그 성질상 저장성이 없기 때문에 판매량(수요량) 이상으로 생산된 교통용역은 그 즉시 소멸된다. 즉, 경영면에서 손비요인(損費要因)이 된다. 따라서 이 손비요인을 제거하는 것이 교통·운수기업의 이윤획득을 위한 제2의 조건이 된다. 철도기업의 승차효율(승차인원÷승차인원)이나 적재효율(화물적재량 적재능력), 해운기업의 선박가행률〔화물적재량÷(선박적재톤수×항해거리)〕, 항공기업의 유상비행거리(有償飛行距離) 등이 각각 경영능률을 측정하는 주요지표가 되는 것은 이러한 이유 때문이다.

## 교통·운수업과 교통시장
교통시장의 지역적 범위는 수요가 발생하는 곳에서 생산해야 한다는 교통생산의 성질상 운반기구의 이동 가능범위에 의하여 한정된다. 교통 통로가 철도와 같이 기술적으로 일정노선의 운송이 불가피할 때에는 시장은 비교적 한정되고 고정되어 있으나, 통로가 고정되어 있지 않은 도로·해운·항공 등의 경우에서는 시장의 지역적 범위도 유동적이다. 따라서 그 때문에 교통시장의 형태는 완전경쟁상태와 독점상태로 양분되는 바, 시장의 지역적 범위가 넓고 그 경영을 행하는 기업이 소규모일 때에는 시장은 경쟁적이고, 반면 시장이 비교적 한정되어 있고 기업규모가 클 때에는 시장상태는 독점적인 경우가 많다. 전자의 예로는 부정기 항공이나 택시·트럭운수업 등의 면허제 가입제한이 없는 경우이며, 후자는 철도업·정기선박업·정기항공업 등이 있다. 교통독점은 대개 불완전독점이다. 이는 하나의 교통·운수기업은 한편으로는 지역적 또는 교통수요의 종류에 따라 독점적인 영역을 가지지만, 다른 한편으로는 소수의 동종 교통·운수기업과 경쟁을 하여야 한다는 데 있다. 그 결과 독점과 경쟁의 영역한계는 각각의 개별기업이 설정하는 운임 및 제공되는 교통용역의 질적 수준에 따라 유동적이라고 할 수 있다. 따라서, 교통·운수기업은 독점적 영역에서 얻은 이윤을 원천으로 하여 운임의 절하, 교통수단의 기술적 개량을 비롯한 교통용역의 질을 개선하려는 경영상의 노력으로써 독점영역의 유지 내지 그 확대가 가능하다. 이러한 관계는 상이한 교통·운수기업 상호간에도 존재하는 바, 가령 철도와 자동차·항공, 또는 여객수송에 있어서의 해운과 항공, 석유운반에 있어서의 해운과 파이프 라인(송유관) 등의 관계가 그것으로, 각각의 교통부문은 교통수단의 기술적 특성에 입각하여 독점적인 영역을 갖는 반면, 그 밖의 영역에 있어서는 경쟁관계에 있다.

## 교통·운수업의 경향
국가정책으로서의 교통·운수업에 대한 원조나 규제는 근본적으로 교통산업에 대한 정책목적의 달성과 경영의 능률화를 가능한 한 병존시키려는 데 그 목적이 있으며, 이를 위하여 경영수단의 소유가 그 경영에 간섭하고 있는 것이다. 국유 교통·운수업의 경영방식으로서 공공기업체의 형태를 채택하는 경향도 이러한 이유에서이다. 그리고 국유사업의 경영에 독립채산제(獨立採算制)를 실시, 민간기업의 그것과 근접시키고 경영능률 향상에 자극을 주기도 한다. 교통·운수업에 있어 국영과 민영간의 경영능률상의 득실 비교는 많은 논쟁을 수반하여 왔다. 그러나 민간기업도 거대화하고, 한편에서는 국영기업의 경영도 민간 기업방식과 접근하게 되면서 근래에는 크게 문제삼지 않으려는 경향이 강해졌고, 오히려 공공성이 더욱 강조되고 있다고 할 것이다. 특히 국제시장에 있어서 경쟁을 감당해야 한다는 점에서 국가적인 힘의 배경이 필요함을 인식, 극히 한정된 부문을 제외하고는 국영사업의 영역을 점차 확대시켜 나가고 있는 것이다. 이 점에서 근래에 획기적인 전환을 보인 것은 미국과 함께 육상운송의 전통적 민영국이었던 영국에서의 국유화조치(1947년)라고 할 수 있는 바, 그 후 일부는 민영으로 환원되기도 하였지만, 철도·자동차 등 육상운송의 전체 분야에 걸쳐서 국영체제를 확립하기에 이르렀다. 현재 그 경영은 공공기업체에 해당하는 영국운수위원회(British Transportation Commission：BTC)에서 맡고 있다.

## 교통 수단

### 육상 교통
- 선로를 이용한 교통 수단: 철도, 궤도, 삭도, 도시 철도, 경전철, 철도차량
- 도로를 이용한 교통 수단: 자동차, 버스, 오토바이, 트럭
- 도로를 선로처럼 이용하는 교통 수단: 노면전차, 간선급행버스체계
- 기타: 자전거

선로를 이용한 교통 수단: 철도, 궤도, 삭도, 도시 철도, 경전철, 철도차량
도로를 이용한 교통 수단: 자동차, 버스, 오토바이, 트럭
도로를 선로처럼 이용하는 교통 수단: 노면전차, 간선급행버스체계
기타: 자전거, 도보

### 해상 교통
- 여객선, 유람선, 화물선, 잠수함

### 항공 교통
오늘날의 항공운송산업은 한마디로 시장경쟁의 심화와 불확실성의 증대, 공급과잉과 이로 인한 저수익성, 다양한 전략적 제휴 등으로 요약된다. 특히, 환율 및 금리의 급격한 변동, 감가상각비의 증가, 항공기 도입가격의 상승, 공항사용료의 인상, 보안의 강화 및 공해문제의 해결을 위한 비용의 증가 등이 오늘날 운송상품의 생산비용을 증가시키는 요인으로 작용하고 있다. 실제로 생산비용의 상승은 산업의 지속적인 성장에 제약요인이 되고 있다.
- 비행기, 여객기, 수송기
- 스페이스셔틀

## 대륙별 교통

### 아시아
아시아 각지의 근대교통은 육·해상 모두가 후진지역 개발을 위한 수단으로, 유럽·아메리카의 선진국에 의하여 발달하기 시작하였다. 이는 유럽의 교통근대화 과정과 그 양상을 달리하는 것으로서 유럽의 교통기관은 유럽인 전체를 위하여 발달하였지만, 아시아의 근대교통 수단은 아시아인을 위한 것이었다기보다는 그곳에 세력을 잡은 선진 열강의 자본에 의해 그들을 위한 것으로 발달하였다. 전후에는 열강의 식민지로부터 벗어난 이들 국가가 교통기관을 경제개발에 연결시켜 발전시킴으로써 주체적인 급속도의 발달을 이루었다. 그러나 그것도 육상교통의 경우에 한한 것이며, 해상 교통은 아직도 유럽·아메리카 선진국 선박에 의존하고 있는 실정이다.
가장 오래된 방법인 눈 속에서 신는 짚신에서부터 최신식 항공기에 이르기까지 몇 백 종류에 이르는 교통방법이 현재의 아시아에는 공존하고 있다. 아시아의 지형적 격리성은 여러 지역간의 교통 발달을 저해하여 왔다. 아시아의 큰 산맥은 대부분 동서 방향으로 달리고 있으므로, 특히 남북간의 교통이 불편하게 되어 있다. 그러나 동서 교통로는 일찍부터 열려, 한나라 때부터 비단길이라고 불리어 경제적으로나 문화적으로 동서간의 동맥로 역할을 하였다. 아시아에서는 또 지역간의 교통이 발달치 못하였을 뿐만 아니라 지역 내부의 교통도 충분히 발달하지는 못하였다. 그 원인은 아시아의 경제수준이 낮았기 때문이다.
그러나, 특히 근대교통기관의 발달이 빨랐다. 우선 대륙을 가로질러 자동차교통이 성행하게 되었다. 세계 철도연장의 15%는 아시아에 있다. 철도는 어느 정도 인구밀도에 비례하여 발달했으며, 자바, 인도의 갠지스평야나 데칸반도도 동유럽 정도로 보급되고 있다. 뒤떨어진 아시아 교통에도 발달의 징조가 보여 일본·인도는 철도교통이 싱당히 발달하였고, 중국에서도 내륙 개발을 목적으로 하는 철도가 건설되고 있다.

### 아프리카
아프리카의 교통 체계는 식민지시대에 식민국의 전략적 의도와 경제적 필요에 따라 광산·농업·임산자원의 개발·반출에 적합하도록 정비되었다. 각국의 식민지정부는 개별적으로 자국 식민지에 철도망을 건설하였으나, 이웃 여러 나라와의 연관성은 고려되지 않았다.
철도 교통은 화물수송을 위주로 하며 현재에도 총수송량의 약 3/4은 수출용 화물이다. 아프리카의 철도 총연장은 약 7만5,000km 로 약 30%는 남아프리카공화국에 집중되어 있으며, 철도수입의 절반 이상을 남아프리카 공화국에서 차지하고 있다. 남아프리카 공화국 이외 지역의 철도는 각 영역마다 궤도가 다르고 정합성(整合性)이나 제휴성이 약했지만, 독립 뒤에는 일부 지역에서 기존 노선의 연장과 새로운 노선이 건설되었다. 특히 내륙국인 잠비아와 탄자니아의 다레스살람을 연결한 탄자니아-잠비아 철도는 중국의 원조와 기술협력에 의해 완성되었다.
한편, 철도와 수운의 이용이 한정된 아프리카에서는 도로가 매우 중요한 역할을 담당하고 있다. 농산품의 집하·운송과 소비물자 및 승객의 수송에 편리한 소형 트럭을 많이 이용하고 있지만, 도로포장률이 낮고 도로의 유지·보수 등이 완전하지 못하다. 이러한 문제점을 해결하기 위해 국제 연합의 아프리카 경제 위원회는 몸바사와 라고스를 잇는 사하라 횡단 고속도로와 서아프리카의 라고스에서 다카르를 잇는 고속도로의 건설을 계획하고 있다. 도시 간의 교통은 자동차를 이용하고 있으나, 지역간 운반 교통으로는 북부지방에서는 낙타, 중부지방에서는 흑인, 남부에서는 소를 많이 이용한다. 도로망의 발달은 식민지 통치를 위한 정치적·군사적 필요성에서 시작되었으며, 경제 산업상의 목적은 그 다음이었다. 따라서 독립이 된 지금은 도로가 크게 부족하다.
수운은 콩고강, 나일강, 나이저강, 잠베지강 등이 하천 교통으로 이용되고 있으며, 해안지방의 도시인들은 국제적인 무역항이 많다. 특히 수에즈 운하는 유럽과 아시아의 지름길 역할을 한다.

### 남아메리카
남아메리카의 교통기관은 종합적인 체계가 이루어지지 않고 지역간의 연결이 매우 부족하다.철도의 건설은 원래 지역간의 연결을 위한 것이 아니라 농산품과 광물 및 임산자원의 수출을 위해 항구에서 내륙으로 뻗어 있다. 철도의 밀집지역은 대항구를 중심으로 동부 브라질과 아르헨티나 및 페루 지역이며, 내륙에는 거의 존재하지 않는다. 브라질의 철도 총연장은 3만 3,484km이고 이르헨티나는 4만 4,246km이나 대부분 단선철도이다. 도로는 인구가 조밀한 해안지역의 대도시를 중심으로 발달하여 내륙과의 연결성은 희박하다. 그리고 지방간의 도로는 거의 포장되어 있지 않다. 도로 연장은 브라질과 아르헨티나가 각각 131만 2,700km, 30만 9,000km이다. 철도와 도로가 주로 해안과 밀접한 관계를 가지는 반면, 대륙의 내부 지역을 연결하는 교통 수단은 하천이 담당한다. 특히 아마존과 그 지류는 내륙의 교통 소통에 큰 역할을 담당한다.한편, 항공교통은 남아메리카에서 많이 보급되어 있다. 철도와 도로망의 불비로 지역간의 연결은 주로 항공 교통이 담당하고 있는 점이 타대륙과 다른 점이다.

## 교통 운영

### 도로 용량 편람
- 도로용량

주어진 도로조건에서 15분 동안 최대로 통과할 수 있는 승용차 교통량을 1시간 단위로 환산한 값.
- 교통량

도로의 한 지점을 일정시간에 통과한 차량의 수.

### 교통 혼잡과 원인
교통혼잡은 반복적혼잡과 비반복적적혼잡(돌발상황에 의한)으로 구분 가능

## 같이 보기
- 유도된 수요
- 루이스-모그리지 명제
- 브라에스의 역설
- 다운스-톰슨의 역설
- 카쉐어링

## 도시 계획과 교통
- 한국의 고속도로
- 한국의 철도 노선

## 교통과 환경
- 온실 효과
- 교토 세계 환경 회담